# 祖尔法里·祖基菲里
祖尔法里·祖基菲里（1993年2月11日—），媒體慣稱祖尔法里，马来西亚男子羽毛球運動員。他曾贏得2011年世青賽男單冠军，亦是马来西亚史上第一位夺得世青赛男單冠軍的选手。

## 簡歷
祖尔法里自小由父親祖基菲里·西迪親自執教，並由吉隆坡球拍俱樂部（KLRC）贊助參賽，是馬來西亞國內少數不是由大馬羽總或武吉加里爾體育學校栽培的「自由人」（非國家隊成員）。
2011年7月，祖尔法里出戰印度勒克瑙舉行的亞洲青年羽毛球錦標賽，最終贏得男子單打比賽冠軍，也成為了首位以自由人身分奪冠的馬來西亞球員。同年11月，祖尔法里出戰台灣桃園縣舉行的世界青年羽毛球錦標賽，在決賽擊敗丹麥的衛冕冠軍兼頭號種子维克托·阿萨尔森，奪得男子單打比賽冠軍，成為首位奪得世青賽男單冠軍的大馬球員；年內，他還贏得共和聯邦青年羽賽男單冠軍。
2015年7月，祖尔法里代表馬來西亞瑪拉工藝大學出戰韓國光州市舉行的世界大學生運動會羽毛球比賽，贏得混合團體銅牌。

### 2015年世錦賽
2015年8月，祖尔法里參加印尼雅加達舉行的世界羽毛球錦標賽，出戰男子單打項目。在首圈擊敗6號種子、中華台北選手周天成後，他在第二圈又以2比0擊敗愛爾蘭的斯科特·埃文斯晉級；但至第三圈面對香港的魏楠，就以0比2（15-21、9-21）落敗，16強止步。

### 2017年世錦賽
2017年8月，祖尔法里參加蘇格蘭格拉斯哥舉行的世界羽毛球錦標賽，出戰男子單打項目。他在首圈以2-1擊敗烏克蘭選手阿提姆·波奇塔列夫晉級，但在第二圈就以0比2（18-21、13-21）不敵11號種子、泰國的达农沙·森颂汶素出局。隨後，他趕赴正在台北市舉辦的世界大學運動會羽球比賽，在未上場的情況下獲得混合團體項目銅牌，但男子單打則因為傷勢退賽止步八強。

### 涉嫌打假球
祖尔法里及陈俊翔涉嫌在2013年至2016年间的六项赛事中打假球，其中包括韩国大奖赛。據悉，世界羽联是在一位外国球员告发後，开始对两名球员展开调查。听证会在2018年2月進行，调查小组隨後把判决转交给世界羽联。。而世界羽联在调查后的声明中说，陈俊翔和祖尔法里多次违反世界羽联有关赌球和非正常比赛结果的行为准则，被处以禁赛。禁赛从2018年1月12日、即世界羽联对两人处以临时禁赛时起开始计算。陈俊翔和祖尔法里同时分别被禁止参与与羽毛球有关活动15年和20年，涵盖与羽毛球相关的行政管理、教练、裁判或发展工作。两人还被分别处以1.5万美元和2.5万美元的罚款。

## 主要比賽成績
只列出曾進入準決賽的國際賽事成績：
| 年份   | 賽事                     | 公開賽級別 | 項目     | 成績   |
| ------ | ------------------------ | ---------- | -------- | ------ |
| 2008年 | 亚洲青年羽毛球錦標賽     | 其他       | 混合團體 | 季軍   |
| 2010年 | 亞洲青年羽毛球錦標賽     | 其他       | 混合團體 | 亞軍   |
| 2010年 | 亞洲青年羽毛球錦標賽     | 其他       | 男子單打 | 季軍   |
| 2011年 | 亞洲青年羽毛球錦標賽     | 其他       | 混合團體 | 亞軍   |
| 2011年 | 亞洲青年羽毛球錦標賽     | 其他       | 男子單打 | 冠軍   |
| 2011年 | 世界青年羽毛球錦標賽     | 其他       | 混合團體 | 冠軍   |
| 2011年 | 世界青年羽毛球錦標賽     | 其他       | 男子單打 | 冠軍   |
| 2011年 | 馬來西亞羽毛球國際挑戰賽 | 國際挑戰賽 | 男子單打 | 準決賽 |
| 2012年 | 馬爾代夫羽毛球國際挑戰賽 | 國際挑戰賽 | 男子單打 | 亞軍   |
| 2012年 | 俄羅斯羽毛球大獎賽       | 大獎賽     | 男子單打 | 準決賽 |
| 2013年 | 俄羅斯羽毛球大獎賽       | 大獎賽     | 男子單打 | 準決賽 |
| 2014年 | 印尼羽毛球大師賽         | 黃金大獎賽 | 男子單打 | 準決賽 |
| 2014年 | 馬來西亞羽毛球國際挑戰賽 | 國際挑戰賽 | 男子單打 | 準決賽 |
| 2015年 | 世界大學運動會羽毛球比賽 | 其他       | 混合團體 | 銅牌   |
| 2015年 | 俄羅斯羽毛球大獎賽       | 大獎賽     | 男子單打 | 準決賽 |
| 2015年 | 雪梨羽毛球國際賽         | 國際挑戰賽 | 男子單打 | 亞軍   |
| 2016年 | 巴西羽毛球大獎賽         | 大獎賽     | 男子單打 | 冠軍   |
| 2016年 | 世界大學生羽毛球錦標賽   | 其他       | 男子單打 | 亞軍   |
| 2016年 | 俄羅斯羽毛球大獎賽       | 大獎賽     | 男子單打 | 冠軍   |
| 2017年 | 世界大學運動會羽毛球比賽 | 其他       | 混合團體 | 銅牌   |
| 2017年 | 澳門羽毛球黃金大獎賽     | 黃金大獎賽 | 男子單打 | 準決賽 |

| 2007-2017年 | 首要超級賽 | 超級賽 | 黃金大獎賽 | 大獎賽 | 國際挑戰賽 | 國際系列賽 | 未來系列賽 | 其他 |

| 2018-2026年 | 總決賽 | 超級1000賽 | 超級750賽 | 超級500賽 | 超級300賽 | 超級100賽 | 國際挑戰賽 | 國際系列賽 | 未來系列賽 | 其他 |

### 奧運會和世錦賽參賽紀錄
|          | 2015 | 2016 | 2017 |
| -------- | ---- | ---- | ---- |
| 男子單打 | 16強 | －   | 32強 |